# Сонцесвіт
«Сонцесві́т» — студійний сольний проєкт Івана Лузана (ex-Тінь Сонця).

## Історія
«Сонцесвіт» було створено у 2009 році, у місті Київ, як студійний сольний проєкт бандуриста Тінь Сонця Івана Лузана. Поєднавши свої улюблені музичні напрямки, музикант означив стиль музики «Сонцесвіту» як industrial folk metal.
У музиці переплітаються індустріальне звучання, фолкметал загалом та українські етнічні мотиви. Серед інструментів, що використовуються — бандура, сопілка, тилинка, окарина, гармошка. «Сонцесвіт» має атмосферне звучання й доволі контрастні пісні, через що чітко окреслити жанрово-стилістичні рамки доволі складно.
Причиною створення сайд-проєкту було, перш за все, те, що у Івана накопичилось багато матеріалу, який стилістично та філософськи відрізнявся від музики «Тінь Сонця», а також через те, що це було в його планах ще з часів школи, і настав час ці плани втілити у реальність. Протягом 2009—2012 рр. періодично випускались інтернет-сингли, яких за цей період налічується понад 10.
У лютому 2013 року обмеженим тиражем вийшов дебютний сингл під назвою — «Tenebrae». Запис відбувався на студії Івана Лузана — SONCESVIT STUDIO. Реліз здійснено на леблі Artificial Sun. На диск, окрім заголовної пісні «Tenebrae», потрапило 8 реміксів від російських, українських та білоруських команд, а також бонусний трек «Магма».
Весною цього ж року «Сонцесвіт» відзначився випуском чергового синглу під назвою «Край». До запису була запрошена Віра Бренер, вокалістка гурту F.R.A.M..
28 лютого Іван офіційно заявив що покидає гурт Тінь Сонця, та повністю присвячує себе роботі над дебютним альбомом «Правда», вихід якого планувався в цьому ж році.
«Сонцесвіт» співпрацював із такими командами, як: Тінь Сонця, F.R.A.M., Beer Bear, Kraamola, Natural spirit, TYPE V BLOOD.
Наразі «Сонцесвіт» існує як студійний проєкт, але уже незабаром[коли?] заплановано його розконсервацію і вихід на сцену уже як концертуючого колективу[джерело?].

## Учасники гурту

### Поточний склад
- Іван Лузан — автор музики та текстів, вокал, гітари, бандура, сопілка, клавішні, аранжування, програмування, звукозапис
- Микола Лузан — соло-гітара

## Дискографія

### Сингли
- 2013 — Tenebrae (maxi single)
- 2013 — Край
- 2014 — Стерти
- 2016 — Вода

### Збірки
- 2012 — V.A.R.G. — «The voices of machine» («Правда»)
- 2013 — V.A.R.G. — «Из Нави в Явъ» («Радуй, Земле, Коляда їде!»)
- 2013 — «Stahlbar vol.1» («Мандрами, мандрами»)
- 2013 — Russian Industrial Tribute To «Die Krupps» («Reconstruction»)
- 2015 — Ватра